# ベンヤミン・ライヒ
ベンヤミン・ライヒ（Benjamin Raich, 1978年2月28日 - ）は、オーストリアのアルペンスキー選手。チロル州アルツル出身。身長181cm、体重83kg。スキーはアトミックを使用している。英語読みではベンジャミンとも表記される。

## 経歴
1996年にアルペンスキー・ワールドカップデビューを果たす。2年後の1998-1999年シーズンから本格的に参戦。その年のスロベニア・クラニスカ・ゴラ戦、回転で3位に入賞し、初の表彰台に昇る。また、翌日のオーストリア・シュラドミング戦では、回転でワールドカップ初優勝を遂げた。その年はまた、オーストリア・フラッハウ戦では大回転で優勝、クラシックレースとして有名なスイス・ウェンゲン戦では回転で優勝し、このシーズン3勝を挙げた。その後も1999-2000年には2勝、2000-2001年には4勝と順調に勝ち星を重ねていく。また2000-2001年シーズンにおいては、回転で初の種目別優勝を果たした。そしてその年のアルペンスキー世界選手権サンクト・アントン大会では、回転で銀メダルを獲得している。
オリンピック初出場になった、2002年のソルトレイクシティオリンピックでは、回転と複合で銅メダルを獲得している。しかし、翌年の世界選手権サンモリッツ大会では、回転と大回転に出場するが、回転の4位が最高となり、世界選手権のメダルには届かなかった。
2年後の2005年に行われた世界選手権ボルミオ大会では、滑降以外の4種目に出場し、回転と複合で金メダル、大回転で銀メダル、スーパー大回転で銅メダルと、出場全種目でメダルを獲得するという快挙を達成した。
2006年のトリノオリンピックでは、前年からの好調を維持し、回転と大回転で金メダルを獲得した。また、回転では2位のラインフリート・ヘルプスト、3位のライナー・シェーンフェルダーとともにオーストリア勢で表彰台を独占した。この年のシーズンではワールドカップで7勝をあげて自身初めてのワールドカップ総合優勝に輝いている。
その後も2007年のオーレ大会でスーパー複合で銀メダル、2009年のヴァル＝ディゼール大会で大回転で銀メダルを獲得している。
2010年バンクーバーオリンピックでは滑降以外の4種目に参加したがメダル獲得はならなかった。最終的にオーストリア男子アルペン勢はアルペン初開催で1種目しか実施されなかったガルミッシュパルテンキルヘン大会以来のメダル0に終わるという大惨敗を喫する形となった。
技術系よりのオールラウンダーで滑降種目をやや苦手としており、アルペンスキー・ワールドカップでもこの種目はだいたい10位台が指定席である。スーパー大回転も時折表彰台に上がるが、技術系種目の回転大回転ほどの強さは発揮できていない。もっともこれはあくまで他のシード選手と比較してであり、数少ない全種目入賞を数シーズンに渡って続けている事自体並の選手ではない。

## 成績
FISワールドカップ
- 36勝（回転：14勝 大回転：14勝 スーパー大回転：1勝 複合：7勝）
- 総合優勝:1回（2005-2006）